# L'Étoile de cinéma
Pour plus de détails, voir Fiche technique et Distribution.
L'Étoile de cinéma (titre original : The Cinema Murder) est un film américain réalisé par George D. Baker et sorti en 1919. Il est considéré comme perdu.

## Fiche technique
- Titre original : The Cinema Murder
- Réalisation : George D. Baker
- Scénario : Frances Marion d'après un roman de E. Phillips Oppenheim
- Production :  Cosmopolitan Productions, International Film Service[2]
- Photographie :
- Durée : 6 bobines[3]
- Dates de sortie : 
  - 10 décembre 1919 ( États-Unis)
  - 7 décembre 1923 ( France)

## Distribution
- Marion Davies : Elizabeth Dalston
- Peggy Parr : la Fiancée
- Eulalie Jensen : Mrs. Power
- Nigel Barrie : Philip Romilly
- W. Scott Moore : Douglas Romilly
- Anders Randolf : Sylvanus Power
- Reginald Barlow : l'homme du vendredi
- James Holmes : Power's "Man Saturn"